# Cratere El

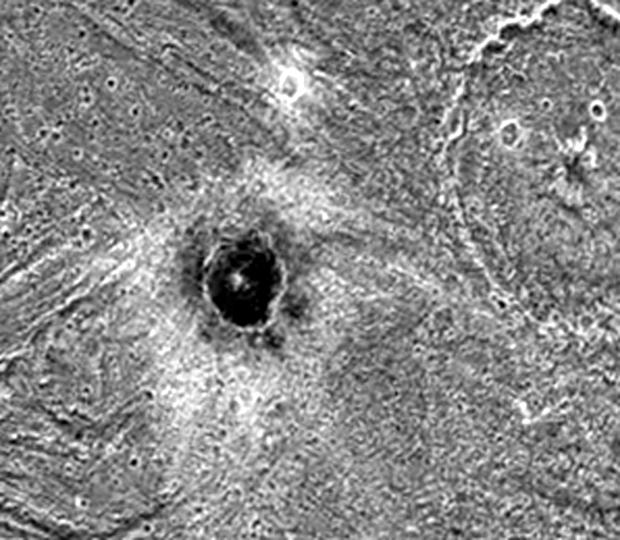
Il cratere El si trova in alto a sinistra nell'immagine.

El è un cratere sulla superficie di Ganimede. Presenta una piccola concavità al centro. I crateri con una tale fossa centrale sono comuni su Ganimede e sono particolarmente intriganti poiché potrebbero rivelare informazioni sulla struttura della crosta ghiacciata del satellite. 